# Bupalus rautheri
Bupalus rautheri là một loài bướm đêm trong họ Geometridae.